# Gábor Hontvári
Gábor Hontvári (* 12. Mai 1993 in Győr, Ungarn) ist ein ungarischer Dirigent. Seit der Saison 2019/20 ist er 1. Kapellmeister und stellvertretender Generalmusikdirektor am Mainfranken Theater Würzburg.

## Ausbildung
Er begann seine musikalische Ausbildung mit 7 Jahren. 2015 absolvierte er seinen Bachelor im Orchester- und Chordirigieren an der Franz-Liszt-Musikakademie Budapest. Seit 2015 studiert Gábor Hontvári Orchesterdirigieren bei Nicolás Pasquet, Ekhart Wycik und Gunter Kahlert an der Hochschule für Musik „Franz Liszt“ Weimar. Nach dem Abschluss des Masterstudiums im Juni 2018 belegt er nun den Konzertexamensstudiengang an der Weimarer Hochschule.
Gábor Hontvári wurde 2016 in das Förderprogramm des Forums Dirigieren aufgenommen. Er besuchte Kurse bei Lutz Köhler, Alessandro de Marchi, Gabriel Feltz, Rasmus Baumann, Rüdiger Bohn, Lutz Rademacher und Andreas Schüller und war Teilnehmer und Finalist der Werkstatt für interaktives Dirigieren des Kritischen Orchesters. Weitere Meisterkurse u. a. bei Daniele Gatti, Frieder Bernius, Péter Eötvös, und György Vashegyi ergänzten seine Ausbildung.

## Karriere
Gábor Hontvári ist seit der Spielzeit 2019/20 als 1. Kapellmeister und Stellvertretender Generalmusikdirektor am Mainfranken Theater Würzburg engagiert.
In Deutschland dirigierte Gábor Hontvári regelmäßig die Jenaer Philharmonie und konzertierte mit dem MDR-Sinfonieorchester Leipzig, der Nordwestdeutschen Philharmonie, dem Göttinger Symphonie Orchester, den Nürnberger Symphonikern, dem Folkwang Kammerorchester Essen, den Bergischen Symphonikern, dem Gürzenich-Orchester Köln sowie dem WDR Sinfonieorchester. 2021 konzertierte er mit der Hamburger Camerata in der Elbphilharmonie. 2017 leitete er die Südkorea-Tournee der Bayerischen Kammerphilharmonie. In Ungarn arbeitete er mit der Ungarischen Nationalphilharmonie, mit dem Philharmonischen Orchester Győr, der Savaria und dem MÁV Symphonischen Orchester zusammen.
2019 assistierte er Lorenzo Viotti am Stadttheater Klagenfurt bei der Neuproduktion von „La Bohème“ und übernahm neun Vorstellungen. In der Spielzeit 2017/18 war er als Assistent von GMD Rasmus Baumann am Musiktheater im Revier engagiert, mit dem er an Poulencs „Dialogues des Carmélites“ arbeitete, und übernahm zwei Vorstellungen. Weitere Assistenzen und Nachdirigate führten ihn an der Seite von Andreas Schüller an die Staatsoperette Dresden („Orpheus in der Unterwelt“) und zum Jungen Philharmonischen Orchester Niedersachsen, zu dessen Chefdirigent er 2020 ernannt wurde.

## Wettbewerbe, Preise
- 1. Preis und Publikumspreis – „Lantos Rezső“ Wettbewerb für junge Chordirigenten, Budapest, 2014
- 1. Preis – Dirigierwettbewerb der Mitteldeutschen Hochschulen 2015
- Ernst-von-Schuch-Preis 2018
- 2. Preis und Publikumspreis – Campus Dirigieren 2018
- 2. Preis – Deutscher Dirigentenpreis 2019
- 2. Preis – Sir Georg Solti International Conductors’ Competition 2020